# Quilòmetre vertical
Un quilòmetre vertical és una modalitat de cursa d'altitud consistent en la disputa de curses d'una distància d'entre 3 i 5 quilòmetres en pujada constant per un terreny amb un desnivell total de 1.000 metres.